# Fossegrim

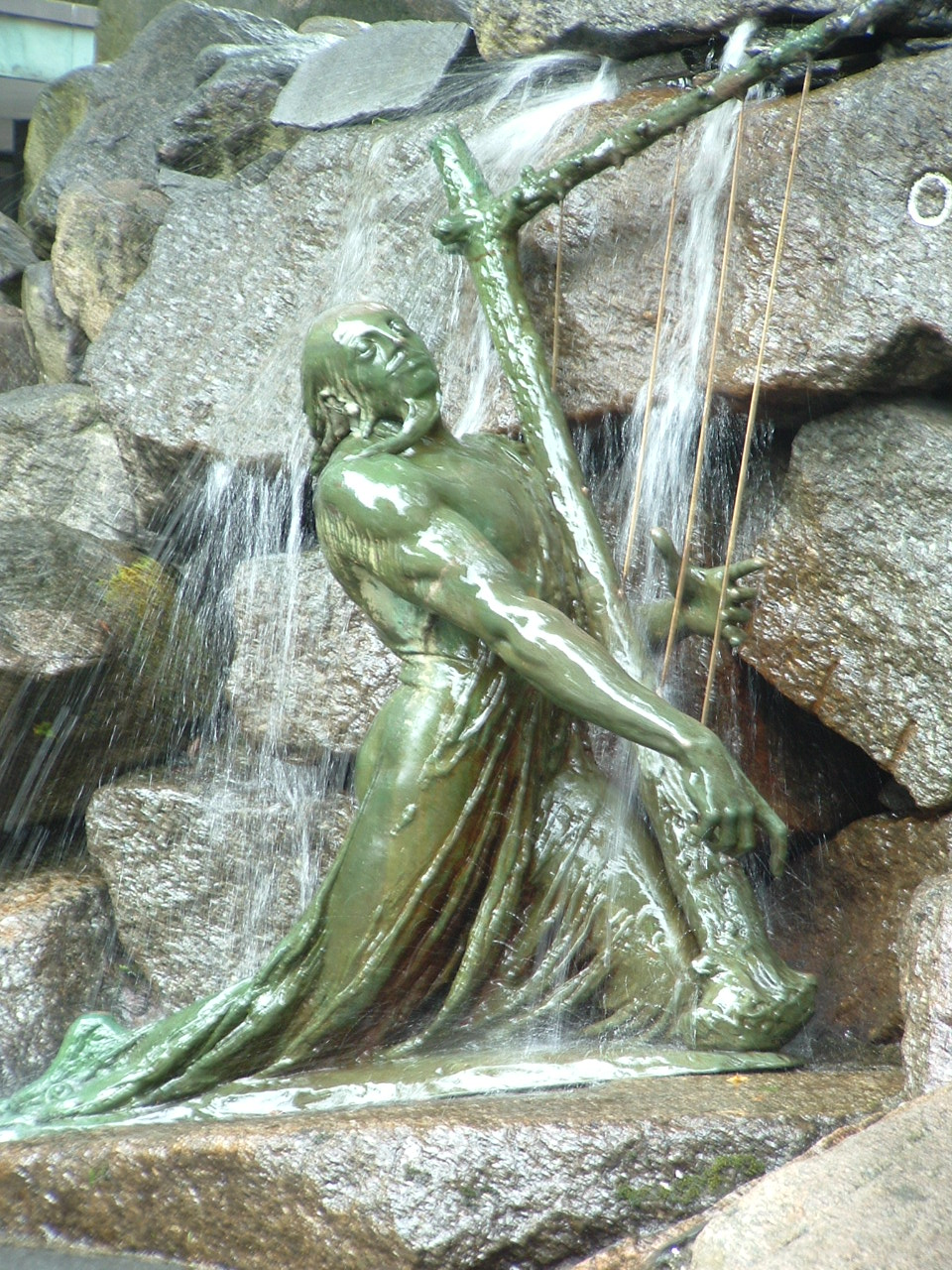
Fossegrim spelar harpa i ett vattenfall under statyn av violinisten Ole Bull i Bergen

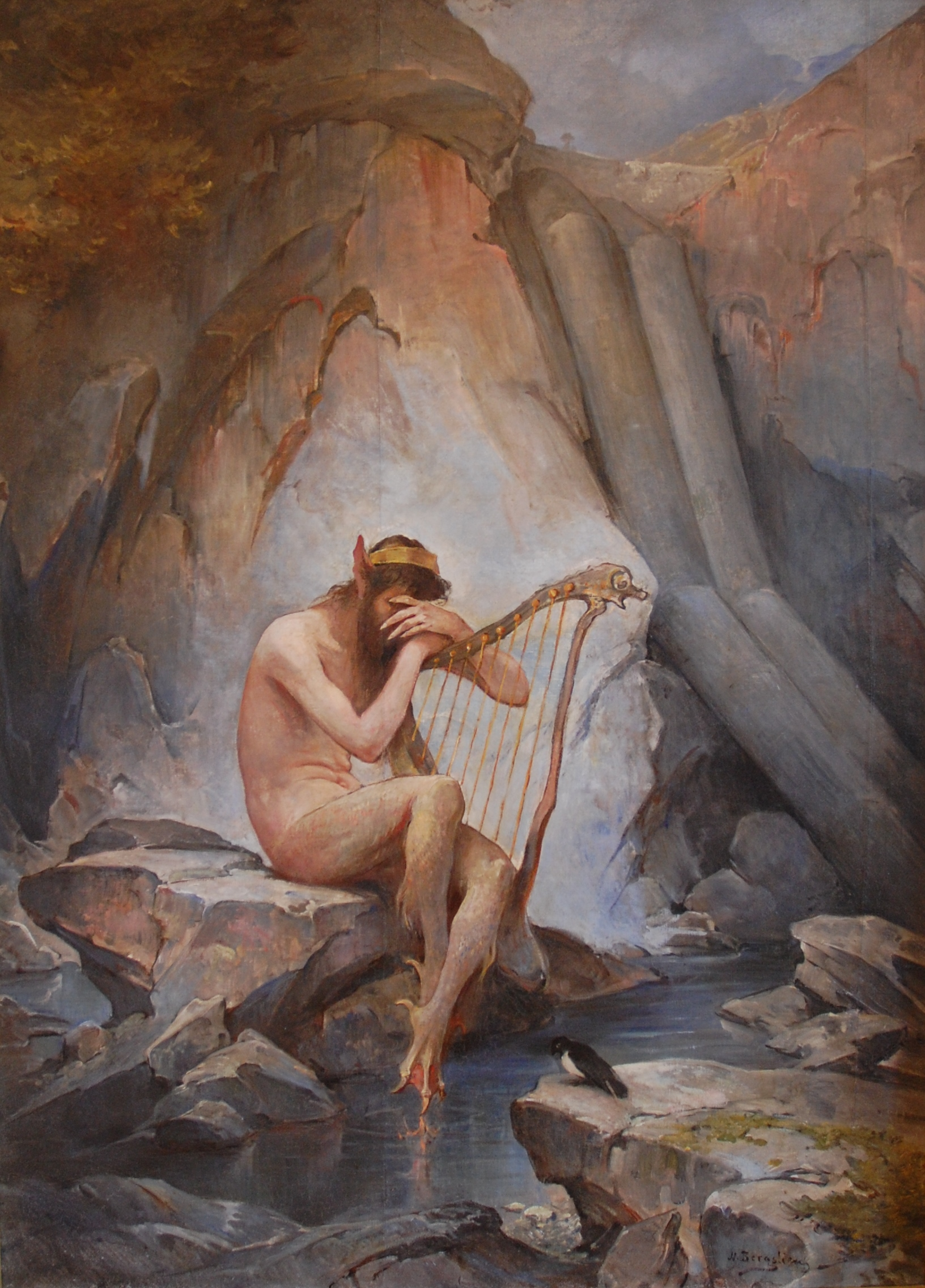
Nils Bergsliens tavla «Fossegrimen» på Tyssedal hotell i Odda.

Fossegrim, också känd som grim (norska) eller Strömkarlen (svenska), är en vattenande eller ett troll i nordisk folktro. Fossegrim spelar fiol, särskilt hardangerfela. Han har associerats med en kvarnande (norska kvernknurr) som har anknytning till den vattenande som i Sverige kallas Näcken. Han har i sin tur anknytning till "Strömkarlen", som speciellt håller till i forsande vattendrag, och särskilt i strömmar som driver vattenhjul.
Myllargutten, Torgeir Augundsson, ska ha lärt sig spela fiol av av fossegrimen vid en älv i Grungedal, och komponerat en slått som han kallade Fossegrimen för att hedra sin läromästare spelmannen Olav Faremo (1786-1866) från Hylestad i Setesdal.
Sigurd Eldegard skrev teaterstycket Fossegrimen, som byggde på myten om Myllargutten, för  att uppföras på Nationaltheatret. Den uppfördes 1905 som teaterns första föreställning på nynorsk. Med sina 140 föreställningar är det bland de pjäser som har spelats flest gånger vid samma teater i Norge.